# Teoria de la xarxa d'espín
Segons la teoria de la xarxa d'espín o gravitació quàntica de llaços (en anglès, loop quantum gravity), l'espaitemps estaria quantitzat de manera que no poden existir longituds menors que la longitud de Planck, ni temps menors que el temps de Planck. Segons aquesta teoria, l'espaitemps forma una xarxa canviant en què la matèria ocupa els nusos de xarxa esmentada.
Per un altre costat, les longituds, i els temps, serien múltiples sencers dels esmentats longitud de Planck i temps de Planck.
Aquesta teoria seria una versió quàntica de la teoria de la relativitat d'Einstein i, per tant, de la gravetat.
Val a dir que, d'una banda, aquesta teoria no ha estat comprovada per cap experiment, o observació, car els àtoms de l'espaitemps estan uns 16 ordres de magnitud per sobre de les energies aconseguides amb els actuals acceleradors de partícules i, d'altra banda, la teoria de xarxa d'espín és, ara com ara, una teoria incompleta.